# Cajba
Cajba è un comune della Moldavia situato nel distretto di Glodeni di 1.671 abitanti al censimento del 2004